# Stavroula Kozompoli
Stavroula Kozompoli (14 de janeiro de 1974) é uma jogadora de polo aquático grega, medalhista olímpica.

## Carreira
Stavroula Kozompoli fez parte do elenco vice-campeão olímpico de Atenas 2004.